# تعیین شده: علم حیات بدون اراده آزاد
تعیین شده: علم حیاتِ بدون اراده آزاد (انگلیسی: Determined: A Science of Life Without Free Will) کتابی از عصب‌پژوه غدد درون‌ریزرابرت ساپولسکی است که در ۲۰۲۳ منتشر شد که پیرامون شواهد نورولوژیک وجود یا عدم وجود اراده آزاد بحث می‌کند. در مجموع نتیجه‌گیری ساپولسکی این  است که انتخاب‌های ما توسط ژنتیک، تجارب و محیط تعیین می‌شود و به‌کار بردن اصطلاح عامیانه اختیار آزاد مغالطه‌آمیز است. درین کتاب همچنین «عواقب اخلاقی عدالت و مجازات»، در حالتی از مدل رفتار انسان که پیش‌فرض اختیار آزاد کنار گذاشته‌شده است، بررسی می‌شود.